# Powiat mielecki
Powiat mielecki – powiat w Polsce (województwo podkarpackie), utworzony w 1999 roku w ramach reformy administracyjnej. Jego siedzibą i największym miastem jest Mielec.
Według danych z 31 grudnia 2019 roku powiat zamieszkiwało 136 660 osób. Natomiast według danych z 30 czerwca 2020 roku powiat zamieszkiwały 136 672 osoby.

## Historia
Powiat powstał w 1853 roku. Zajmował wówczas obszar 837 km², był zamieszkany przez 66 264 osób i liczył 106 osad oraz 91 gmin katastralnych. Na terenie powiatu mieleckiego prawa miejskie posiadały Mielec, Radomyśl Wielki, Rzochów i Przecław. Po I wojnie światowej powiat mielecki został włączony do województwa krakowskiego. W latach 1932–1935 powiat powiększył się o kilkanaście wsi z powiatów dąbrowskiego i kolbuszowskiego. W czasie okupacji hitlerowskiej ziemie powiatu zostały przyłączone do Generalnego Gubernatorstwa. W 1945 utworzono województwo rzeszowskie, w którym znalazł się powiat mielecki. W 1975 przeprowadzono reformę administracyjną Polski, w wyniku której zlikwidowano powiaty. W 1999 w wyniku kolejnej reformy reaktywowano powiat mielecki.
W latach 1999–2006 starostą powiatu mieleckiego przez 2 kadencje był Józef Smaczny, w latach 2006–2014 również przez 2 kadencje – Andrzej Chrabąszcz, od 1 grudnia 2014 do 19 listopada 2018 starostą przez 1 kadencję był Zbigniew Tymuła, od 19 listopada 2018 do 6 maja 2024 przez 1 kadencję starostą był Stanisław Lonczak, natomiast od 6 maja 2024 starostą jest Kazimierz Gacek.

## Podział administracyjny
- gminy miejskie: Mielec
- gminy miejsko-wiejskie: Przecław, Radomyśl Wielki
- gminy wiejskie: Borowa, Czermin, Gawłuszowice, Mielec, Padew Narodowa, Tuszów Narodowy, Wadowice Górne
- miasta: Mielec, Przecław, Radomyśl Wielki

## Demografia

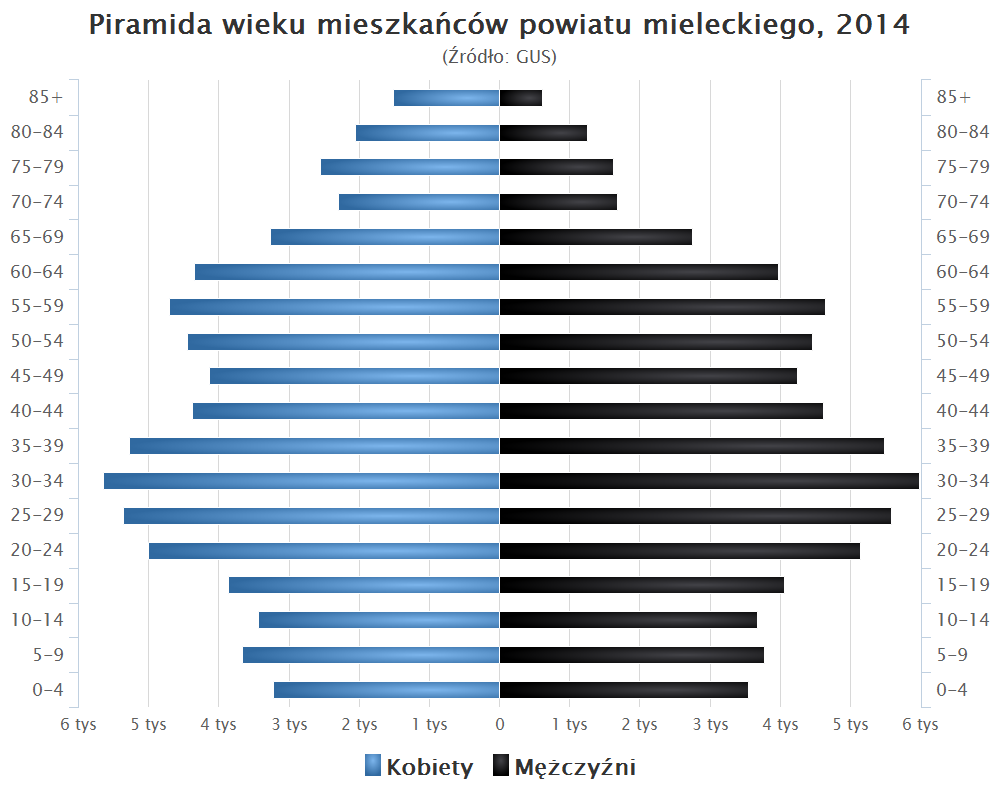
Piramida wieku mieszkańców powiatu mieleckiego w 2014 roku

Liczba ludności (dane z 30 września 2006):
|        | Ogółem  | Ogółem | Kobiety | Kobiety | Mężczyźni | Mężczyźni |
| osób   | %       | osób   | %       | osób    | %         |           |
| ------ | ------- | ------ | ------- | ------- | --------- | --------- |
| Ogółem | 133 137 | 100    | 67 487  | 50,69   | 65 650    | 49,31     |
| Miasto | 64 152  | 48,18  | 33 042  | 24,82   | 31 110    | 23,37     |
| Wieś   | 68 985  | 51,82  | 34 445  | 25,87   | 34 540    | 25,94     |

▶Wieś vs ▶miasto
Ogółem (▶k, ▶m)
Miasto (▶k, ▶m)
Wieś (▶k, ▶m)

## Zabytki
Najcenniejszymi zabytkami powiatu są:
- Kościół św. Wojciecha w Gawłuszowicach z 1677 roku oraz stara plebania przykościelna z 1863 roku (zabytki klasy 0)
- Dwór w Przecławiu
- Wieża obronno-mieszkalna w Rzemieniu, najprawdopodobniej z XV wieku
- Bazylika Mniejsza pw. św. Mateusza w Mielcu z 1526 roku
- Dworek Oborskich w Mielcu wzniesiony w XVII wieku wraz z parkiem z I połowy XIX wieku
- Sala Królewska w budynku Państwowej Szkoły Muzycznej w Mielcu

## Rezerwaty przyrody
Na terenie powiatu mieleckiego funkcjonują następujące rezerwaty przyrody:
- Bagno Przecławskie
- Buczyna
- Końskie Błota
- Pateraki

## Religia
- Kościół rzymskokatolicki: 33 parafii
- Kościół Zielonoświątkowy: zbór
- Świadkowie Jehowy: dwa zbory[7][8]

## Starostowie mieleccy
- Józef Smaczny (1999–2006) (SLD)
- Andrzej Chrabąszcz (2006–2014) (PSL)
- Zbigniew Tymuła (2014–2018) (PiS)
- Stanisław Lonczak (2018–2024) (PSL)[9][10]
- Kazimierz Gacek (2024–obecnie)[5]

## Sąsiednie powiaty
- powiat tarnobrzeski
- powiat kolbuszowski
- powiat ropczycko-sędziszowski
- powiat dębicki
- powiat dąbrowski (małopolskie)
- powiat staszowski (świętokrzyskie)